# Ibrahima Baldé
Ibrahima Baldé (Dakar, 4 de abril de 1989) es un futbolista senegalés. Juega de delantero.

## Carrera
Nacido en Senegal el 4 de abril de 1989, le es aplicable el Acuerdo de Cotonú, por lo que no ocupa plaza de extranjero en los países de la Unión Europea. Llegó a Argentina en 2007, comenzando a actuar en el Club Atlético Vélez Sarsfield donde se lo fue formando tanto físicamente como en las técnicas del deporte, para el que tenía naturalmente buenas condiciones. Hacia finales del 2008 dijo que quería visitar a su familia en Senegal y nunca más regresó a Vélez Sarsfield, lo que fue considerado como un acto desleal hacia el club que lo había formado. Llegó a Madrid el 30 de diciembre de 2008  para someterse a una prueba en el Atlético de Madrid a las órdenes de Abraham García. En los primeros tiempos, problemas burocráticos y de papeles le impidieron tener la continuidad necesaria para demostrar sus condiciones.
En la temporada 2009-10 comenzó en el banquillo del Atlético "B" para afianzarse posteriormente con goles y buen juego. La marcha de su compañero Borja González al Mundial sub-17 y su posterior lesión, junto a la venta de Sinama Pongolle al Sporting de Portugal, le abrieron la posibilidad de afirmarse en el filial primero y, posteriormente, debutar en la primera plantilla.
En la temporada 2010-11 jugó cedido en el C. D. Numancia de Segunda División. El 12 de enero de 2011 C. A. Osasuna se hizo con los derechos federativos del jugador, de forma que a partir del mes de junio de ese año Ibra es propiedad del conjunto navarro. En el equipo de Pamplona marcó 7 goles pese a jugar tan sólo 13 partidos como titular por culpa de una lesión, y su rendimiento hizo que el Kuban Krasnodar ruso se fijara en él para incorporarlo a sus filas por una cantidad cercana a los 4 millones de euros.
En la temporada 2016-17 firmó por el club francés Stade de Reims, con el objetivo de devolver al equipo a la primera división.

## Debut completo
Quique Sánchez, motivado por las bajas del equipo, se vio poco menos que obligado a darle la titularidad el 3 de enero de 2010 contra el Sevilla. Quince días después, volvió a pisar el césped del Calderón ante el Sporting de Gijón. Le bastaron 5 minutos para conseguir su primer gol en Primera, y también para llevarse su primera cartulina amarilla.
A partir de ahí, todo han sido salvas y elogios, pero el joven delantero africano no se ha dejado comer la cabeza. De hecho, tiene claros sus orígenes, por eso lleva una cadena de plata que le regalaron sus amigos en Senegal con la que, según el propio jugador, le dijeron que iba a triunfar en el Atleti.
De momento, y con el 58 a la espalda, Ibrahima Baldé, el Ibra del Atleti, ya puede considerarse casi a todas luces jugador de pleno derecho de la primera plantilla rojiblanca.
En 2009 sorprendió a todos, sus goles, su trabajo y su potencia convenciendo al cuerpo técnico.

## Clubes
| Club                    | País    | Año       | Partidos | Goles |
| ----------------------- | ------- | --------- | -------- | ----- |
| Atlético de Madrid "B"  | España  | 2008-2010 | 18       | 8     |
| Atlético de Madrid      | España  | 2010-2011 | 18       | 3     |
| C. D. Numancia (cedido) | España  | 2010-2011 | 18       | 6     |
| C. A. Osasuna           | España  | 2011-2012 | 22       | 7     |
| Kuban Krasnodar         | Rusia   | 2012-2016 | 82       | 24    |
| Stade de Reims          | Francia | 2016-2017 | 21       | 2     |
| CFR Cluj                | Rumania | 2017-2018 | 13       | 4     |
| Real Oviedo             | España  | 2018-2020 | 62       | 11    |
| Giresunspor             | Turquía | 2020-2022 |          |       |
| Boluspor                | Turquía | 2022-     |          |       |

## Selección
En julio de 2012 fue incluido en la lista de 18 jugadores que representaron a Senegal en el Torneo de Fútbol Masculino de los Juegos Olímpicos de Londres 2012.